# Noah Gordon
Pour les articles homonymes, voir Gordon.
Noah Gordon, né le 11 novembre 1926 à Worcester dans le Massachusetts et mort le 22 novembre 2021 à Dedham dans le même État américain, est un romancier américain. Les thèmes principaux développés dans ses romans sont l’histoire et l’éthique médicale et plus récemment l’Inquisition et l’histoire de la culture juive.

## Publications

### Romans
Rabbi (1965)
The Death committee (1969)
- Les Chirurgiens / trad. Jacqueline Remillet.
  - Paris : R. Laffont, 1971, 408 p. (Best sellers ; 9).
- L'Hôpital du soupçon / trad. Bernard Ferry.
  - Paris : Belfond, 2000, 341 p. (Les grands romans Belfond).  (ISBN 2-7144-3700-1)
  - Paris : le Grand livre du mois, 2000, 341 p.  (ISBN 2-7028-5261-0)
  - Paris : Librairie générale française, 2002, 445 p. (Le livre de poche ; 15296).  (ISBN 2-253-15296-X)

The Jerusalem Diamond (1979)
- Le Diamant de Jérusalem / trad. Yves et Claire Forget-Menot.
  - Neuilly-sur-Seine : M. Lafon, 2002, 324 p.  (ISBN 2-84098-823-2)
  - Paris : le Grand livre du mois, 2002, 324 p.  (ISBN 2-7028-7757-5)

The Last Jew (2000)
- Le Dernier juif / trad. Emmanuelle Farhi.
  - Neuilly-sur-Seine : M. Lafon, 2001, 388 p.  (ISBN 2-84098-705-8)
  - Paris : le grand livre du mois, 2001, 388 p.  (ISBN 2-7028-4937-7)
  - Paris : J'ai lu, 2003, 412 p. (J'ai lu ; 6674).  (ISBN 2-290-32417-5)
  - Paris : Librairie générale française, 1995, 631 p. (Le livre de poche ; 13771).  (ISBN 2-253-13771-5)

The Bodega

### Trilogie «Cole»
The Physician (1986)
- Le Médecin d'Ispahan / trad. de l'américain par Dominique Rist et Simone Lamblin
  - Paris : Stock, 1988, 466 p.  (ISBN 2-234-02107-3)
  - Paris : Librairie générale française, 1990, 603 p. (Le Livre de poche ; 6728).  (ISBN 2-253-05235-3)
  - Neuilly-sur-Seine : M. Lafon, 2003, 436 p.  (ISBN 2-84098-891-7)
  - Paris : le Grand livre du mois, 2003, 436 p.  (ISBN 2-7028-8160-2)

Shaman (1992)
- Shaman / trad. Cécile Farkas.
  - Paris : Belfond, 1993, 570 p.  (ISBN 2-7144-3041-4)
  - Paris : France loisirs, 1994, 570 p.  (ISBN 2-7242-7810-0)
- Chaman / trad. Cécile Farkas.
  - Neuilly-sur-Seine : M. Lafon, 2004, 524 p.  (ISBN 2-7499-0118-9)
  - Paris : le Grand livre du mois, 2004, 524 p.  (ISBN 2-7028-9643-X)

Matters of Choice (1996)
- Dr. Cole : une femme médecin de campagne / trad. Pierre Grammont.
  - Paris : Belfond, 1996, 451 p.  (ISBN 2-7144-3438-X)
  - Paris : le Grand livre du mois, 1996, 451 p.
  - Paris : France loisirs, 1997, 451 p.  (ISBN 2-7441-0692-5)
  - Paris : Librairie générale française, 1998, 378 p. (Le livre de poche ; 14453).  (ISBN 2-253-14453-3)